# Der Langrisser
Langrisser II (ラングリッサーII?) es un videojuego de rol táctico para la consola Sega Mega Drive. Es la secuela de Langrisser y nunca se lanzó fuera de Japón. Langrisser II fue rehecho para Super Famicom por Masaya como Der Langrisser, que presentaba múltiples caminos a través del juego, dificultad muy reducida y gráficos reelaborados. También se lanzó un puerto PC-FX, Der Langrisser FX, con escenas animadas. Más tarde se compiló con el primer Langrisser para PlayStation como Langrisser I & II, y luego se le dio una edición de guion y una nueva rama del camino imperial en su nueva versión de Saturn como Langrisser: Dramatic Edition. Se lanzó un puerto de Windows 98 del juego en japonés, chino y coreano; presenta gráficos de alta resolución redibujados, pero una banda sonora muy recortada para adaptarse a los límites de un CD estándar. También se lanzó una nueva versión completa de Langrisser I & II en 2019 tanto en Sony PlayStation 4 y Nintendo Switch como en PC en 2020, con nuevos gráficos y música de fondo.

## Argumento

### Descripción general
Der Langrisser fue uno de los primeros juegos de rol tácticos que permitió al jugador elegir los caminos de la historia. Dependiendo de las elecciones del jugador, el protagonista del juego, Erwin, puede cambiar de lealtad entre tres facciones: los Descendientes de la Luz, el Imperio Rayguard y la Tribu Demoníaca. Alternativamente, puede optar por crear su propia facción en oposición a las otras tres.
Erwin comienza el juego del lado de los Descendientes de la Luz, luchando contra el Imperio Rayguard, que ha solicitado la ayuda del Señor Oscuro Böser con el interés de unificar el continente y poner fin a las guerras que lo asolan, sin saber que Böser es el principal responsable de los conflictos. Para unificar el continente, el Imperio necesita el poder de las dos espadas legendarias, Alhazard y su antitipo, Langrisser. Decididos a que las dos espadas no deben servir a un maestro, los Descendientes de la Luz, liderados por Jessica, se comprometen a evitar que el Imperio encuentre a Langrisser. Erwin se compromete a descubrir a Langrisser antes que el Imperio.
El rival de Erwin por Langrisser, Leon, es el líder de los Caballeros del Dragón Azul del Imperio y un obstáculo frecuente para el progreso de Erwin. Sin embargo, por casualidad, los dos se encuentran participando en una causa común y comienzan a sospechar que las diferencias entre ellos no son tan grandes como imaginaban. Leon sugiere que Erwin se ponga del lado del Imperio, cuya elección queda a discreción del jugador. Si Erwin se pone del lado del Imperio, los roles de protagonista y antagonista se invierten: el lado de los Descendientes de la Luz de Jessica contra Erwin y el jugador, y el Rayguard Empire se alía con Erwin. Los antiguos aliados se convierten en enemigos y los comandantes enemigos previamente derrotados se convierten en aliados. La elección de los bandos tiene un peso significativo en la historia, porque Erwin finalmente tendrá que matar a los comandantes del bando contrario para lograr la paz.
Si el jugador rechaza la oferta de Leon de cambiar de bando, Erwin permanecerá con los Descendientes de la Luz hasta que el Imperio sea completamente aplastado. Si el jugador acepta, Erwin permanece con Rayguard hasta que se encuentra a Langrisser, momento en el que el jugador puede optar por traicionar al Imperio si Erwin lleva a Langrisser antes que a Leon. Si Erwin traiciona al Imperio, se compromete a la destrucción tanto del Imperio como de los Descendientes de la Luz. El Príncipe de las Tinieblas Böser, al sentir la fuerza de Erwin, él mismo traiciona al Imperio y pone sus fuerzas bajo el mando del jugador. Erwin permanece con Böser hasta la apertura de Alhazard, momento en el que puede dejar a discreción del jugador continuar o no con Böser o traicionarlo. Si Boser es traicionado, Erwin se comprometerá con un camino totalmente independiente de paz absoluta para demonios y humanos, y finalmente se opondrá a la Diosa Lushiris. Si Erwin permanece leal a Böser, se compromete a destruir a los enemigos de la Tribu Demoníaca y tomar el poder para sí mismo, asumiendo el carácter de un psociópata.

### Relaciones con el Kaiser Bernhardt
Dependiendo del camino tomado, la relación de Erwin con Kaiser Bernhardt, el líder del Rayguard Empire, toma una de varias formas. En el Camino de la Luz, el avance constante de Erwin y los Descendientes de la Luz obliga a Bernhardt a depender cada vez más de la Tribu Demoníaca y Al-hazard, lo que culmina en su suicidio como acto final de desafío contra Erwin. En el Camino Imperial, Erwin se somete al gobierno de Bernhardt y recibe Al-hazard como muestra de la estima de Bernhardt. En los caminos Independiente y Caos, Erwin caza a Bernhardt después de que falla un intento de Rayguard de emboscar a Erwin. Bernhardt escapa el tiempo suficiente para reflexionar sobre sus ambiciones y sus consecuencias, pero Erwin lo acorrala y lo mata. Si Erwin ha aceptado el camino independiente, Bernhardt se consuela al saber que Erwin tiene la intención de traer la paz después de que él se haya ido. Si Erwin ha elegido el camino del Caos, Bernhardt lo deja con una advertencia contra el uso de la paz y la oscuridad para los mismos fines, que Erwin no logra comprender.

### Relaciones con la Diosa, Lushiris
Debido a que Erwin se presenta como el avatar de la voluntad de Lushiris, Lushiris acepta las decisiones del jugador en su nombre, incluso si no está de acuerdo con ellas. Aunque Lushiris no aparece en el camino de la Luz debido al cumplimiento de sus deseos por parte de Erwin, el uso de Langrisser por parte de Erwin para fines opuestos a los suyos la provoca a actuar en los caminos Independiente y del Caos. Si Erwin toma el camino independiente, se encontrará en oposición a Jessica, quien actúa como el avatar formal de Lushiris en nombre de sus propios deseos personales. Jessica planea derrotar a Erwin desactivando a Langrisser, creyendo que Lushiris estará abierto a esta posibilidad debido a la derrota de Böser y la no necesidad de la existencia continua de Langrisser como contrapeso a Alhazard. Para evitar que esto suceda, Erwin invade el dominio de Lushiris antes de que pueda actuar. Lushiris determina que Erwin se ha desviado de su guía como un medio para demostrar que una persona tan grande como Erwin puede existir, como testimonio de la capacidad de la humanidad para poner fin a los conflictos sociales y traer la paz. Erwin derrota a Lushiris, pero no sin antes recibir una advertencia final de que un día él también se enfrentará a alguien con la voluntad de derrocar el orden existente, tal como lo ha hecho con Lushiris. Sus palabras resultan proféticas, ya que Erwin se enfrenta a un nuevo movimiento de personas que creen que si son lo suficientemente fuertes, también podrían gobernar El Sallia.
Lushiris adopta un enfoque diferente en el camino del Caos. Incapaz de aceptar la posibilidad del reinado de Chaos, desciende personalmente a El Sallia para derrotar a Erwin después de que matan a Jessica. Aunque Erwin la derrota, Lushiris le hace una ominosa advertencia a Erwin antes de morir, argumentando que aunque su camino ha resultado triunfante, está casi loco y es capaz de una gran destrucción. Si abusa de su posición como gobernante, advierte ella, su voluntad se volverá a manifestar y lo castigará. Aunque no hay una declaración clara de su regreso en el epílogo, se describe a Erwin como frente a una rebelión de personas que se han unido frente a un enemigo común, lo que sugiere que es su espíritu dentro de ellos el que se ha vengado por las fechorías de Erwin.

## Personajes

### Personajes jugables
- Elwin: un espadachín errante que busca al asesino de su instructor. Encontrará al asesino solo si elige permanecer en el camino de la luz.
- Hein: un joven mago en formación que Elwin conoció en sus viajes. Además de Elwin, Hein es el único personaje que se puede jugar en todos los caminos.
- Liana: Una doncella del santuario de la luz que perdió a sus padres al nacer. Su hermana gemela fue secuestrada cuando eran pequeños. En los finales de caminos ligeros e independientes, abre un orfanato para niños que perdieron a sus padres durante la guerra, los dos finales son bastante similares para Liana, ya que Elwin la encontrará y le dará el dinero para llevar el orfanato. Para el camino independiente, esto solo se aplicará si el jugador no la mató durante la batalla final con la Diosa.
- Scott: El hijo adoptivo, estudiante y heredero del Señor del País Salrath.
- Rohga: Un poderoso mercenario dispuesto a vender su espada al mejor postor. Sigue al jugador en todos los caminos del escenario excepto en el camino de la luz.
- Cherie: La princesa rebelde del Reino de Kalxath que quiere ver el mundo. Está enamorada de Elwin, pero después de que el jugador la matara en el camino imperial, confesará que lo ama.
- Keith: El sirviente de Kalxath y comandante de sus famosos caballeros aéreos.
- Jessica: El avatar de la diosa Lusiris (solo se puede jugar en la versión de Sega Genesis).
- Lester: un ex pirata que se ha dedicado a proteger a la hechicera Jessica.
- Aaron: Un viejo espadachín que ha estado observando el mundo durante demasiado tiempo.
- Leon: un joven caballero idealista que comanda a los Caballeros del Dragón Azul, es descendiente de la luz como Elwin y Cherie.
- Imelda: La fría y narcisista dama comandante de la Armada del Dragón de Agua.
- Vargas: Fuerte como un oso y General del Ejército Dragón Ardiente.
- Egbert: El general de los Hechiceros del Dragón Oscuro y el abogado de Kaiser. Un exalumno de Jessica que ve que la oscuridad está surgiendo nuevamente, une fuerzas con el Imperio con la esperanza de que tengan lo necesario para destruir la oscuridad.
- Esto: Un monstruo parásito leal al Príncipe de las Tinieblas, Böser.
- Osto: Un siervo de la oscuridad con un apetito insaciable por la carne humana.
- Sonya: Una chica mitad humana, mitad demonio que tiene un hacha para moler con toda la humanidad.
- Lána: La gemela perdida de Liana que fue misteriosamente secuestrada después del nacimiento. Ella siente algo por León.

### Personajes no jugables (principales)
- Böser (ger.: "malvado"): Príncipe de las Tinieblas que lleva sembrando la discordia en El Sallia desde la antigüedad.
- Jessica (versión SFC): una antigua maga que conoce gran parte de la historia de Langrisser. Jessica tiene la capacidad de renacer una y otra vez, pero toma tiempo antes de que pueda recuperar su poder por completo en cada reencarnación.
- Morgan: Un hechicero al servicio de Egbert.
- Laird: la mano derecha de Leon. Un caballero en formación con una inclinación por las tácticas de batalla.
- Zorum: Compañero del General Vargas que tiene absoluta confianza en su capacidad estratégica.
- Bernhardt: El Kaiser de Rayguard. Un líder carismático que busca unir el continente a través del poder de la espada oscura, Alhazard.

### Personajes no jugables (menores)
- Krämer: Teniente de la Armada del Dragón de Agua bajo el mando de Imelda.
- Camilia: una orgullosa hechicera de los Dark Dragon Sorcerers que está a cargo de garantizar que los Descendientes de la Luz no escapen durante el incendio en la casa de Jessica.

## Música
La música de Langrisser II fue compuesta por Noriyuki Iwadare e Isao Mizoguchi.
Una banda sonora arreglada Langrisser II Original Game Music, basada en la versión original de Sega Genesis del juego, fue lanzada el 26 de octubre de 1994 por Toshiba EMI. Su código de catálogo es TYCY-5403.

## Otros Medios
En junio de 1994, lanza a una novela ligera, que contiene a los dos volúmenes se basada en el segundo juego que fue publicado por Kadokawa Sneaker Bunko.

## Recepción
En el lanzamiento, Famicom Tsūshin calificó la versión Super Famicom del juego con 31 de 40.